# Schülermusical
Schülermusical ist ein Begriff aus der Musikpädagogik. Es handelt sich um ein Musiktheaterstück, das von Schülern selbst im Rahmen des Musikunterrichts, in einer Arbeitsgemeinschaft oder in Kooperation mit der örtlichen Musikschule einstudiert wird. Schüler werden von professionellen Musikern und Theaterpädagogen angeleitet, die sowohl die musikalischen Prozesse koordinieren, als auch die mit dieser Arbeit verbundenen Entwicklungsprozesse bei den Schülerinnen und Schülern leiten. Der wesentliche Unterschied zu anderen Musicals für Kinder besteht in der Tatsache, dass diese Stücke selbst von Schülern gesungen und gespielt werden, während die anderen Musicals für Kinder von Erwachsenen aufgeführt werden.

## Entwicklung des Begriffs
Wolfgang Fricke, Musikpädagoge aus Hamburg, prägte den Begriff Schülermusical, als er in den 1960er Jahren auf der Suche nach größeren Werken war, die von Schülern realisierbar sein könnten. Die bis dahin berühmt gewordenen Broadwaymusicals erwiesen sich als viel zu schwierig, sodass er selbst – die musikalische Kompetenz der Kinder beachtend – Stücke schrieb, bei denen jedes Kind mitmachen kann. Sein Konzept bestand darin, alle Kinder – gerade auch die vermeintlich unmusikalischen – mit einzubeziehen und sie auf diese Weise an einem musikalischen Projekt teilnehmen zu lassen, das aufgrund seiner Größe und wegen eingängiger Melodien langfristig im Gedächtnis bleibt und somit nachhaltig die Lust an der Musik wachhält. „Kinder sollen gute Musik machen.“ (Fricke)
Er selbst komponierte viele Schülermusicals und ermunterte als Dozent für schulpraktisches Klavierspiel die nachfolgende Generation von Lehrern, in dieser Richtung zu arbeiten. Heute gibt es Schülermusicals für alle Schulstufen bei den unterschiedlichsten Verlagen.